# (13026) 1989 CX
1989 سي أكس (ويعرف أيضًا باسم (13026) 1989 سي أكس وفق تسمية الكوكب الصغير) (بالإنجليزية: 1989 CX)‏ هو كويكب ضمن حزام الكويكبات؛ وترتيبه 13026 من حيث الاكتشاف.
اكتُشف هذا الجُرم الفلكي بواسطة هيروشي كانيدا في 7 فبراير 1989.

## وصلات خارجية
- (13026) 1989 CX في قاعدة بيانات مختبر الدفع النفاث لأجرام النظام الشمسي الصغيرة

- الاكتشاف · مخطط المدار ·  العناصر المدارية · المعلمات المادية

- (13026) 1989 CX على موقع ويكي سكاي: DSS2, SDSS, GALEX, IRAS, Hydrogen α, X-Ray, Astrophoto, Sky Map, Articles and images